# Кунанская волость
Кунанская во́лость — административно-территориальная единица в составе Евпаторийского уезда Таврической губернии. Располагалась в юго-западной части Тарханкутского полуострова, восточная граница проходила примерно по линии от озера Ярылгач до озера Донузлав. Образована в результате земской реформы 1890-х годах выделением части Курман-Аджинской волости и существовала до упразднения волостей в 1921 году.

## Состав и население волости на 1900 год
Согласно «Памятной книжке Таврической губернии на 1900 год…» в волости числслось 4 316 жителей в 32 населённых пунктах.
Деревня Альдермен записанв, как разорённая, Кипчак с 44 жителями числился посёлком, было поселение Шейхларский казённый участок с рыбным заводом с населением 19 человек и 8 хуторов:

| - Ак-Чонрав — 4 чел., - Атеш — 7 чел., - Беляус — 6 чел., - Кипчак-Беляус — 20 чел., | - Кишлав — 41 чел., - Ой-Эли — 80 чел., - Отар — 4 чел., - Токи — 87 чел., |

В Календаре и Памятной книжке Таврической губернии на 1902 год добавлены, видимо, пропущенные в издании 1900 года селения:
- Сабанчи со 139 жителями,
- Тарпанчи-Биюк — с 34
- Ток-Шеих — 32
- Чегелек — 206
- Чокрак — 94
- Шамак — 62
- Яшпек — 24

## Состав волости на 1915 год
По Статистическому справочнику Таврической губернии. Ч.II-я. Статистический очерк, выпуск пятый Евпаторийский уезд, 1915 год, в Кунанской волости Евпаторийского уезда числилось 89 различных поселений, в которых проживало 5444 человека приписных жителей и 2686 — «посторонних». На 1915 год имелось 3 села — Караджи (1044 человека приписных жителей и 30 — «посторонних»), Шейхлар (833/280 чел.) и Яшпек (без числящегося населения), 30 деревень, 1 посёлок, 16 хуторов, 3 рыбных завода, 17 имений, 5 экономий, 6 кордонов пограничной стражи и Тарханкутский маяк. Деревни волости:

| - Аблагаджи — 10/252 чел. - Абулгазы — 0/30 чел. - Алдермен — 0/24 чел. - Асс-Табулды — 14/24 чел. - Асс-Темеш — 21/79 чел. - Асс-Тереклы — 82/41 чел. - Биюк-Тарпанчи — 151/0 чел. - Джанбаба — 46/30 чел. - Карлав — 80/19 чел. - Карлав казённый — 83/72 чел. | - Кармыш — 0/89 чел. - Келечи — 17/71 чел. - Кельшеих — 219/7 чел. - Кенькшенское сельское общество — 219/7 чел. - Кизил-Чонрав — 21/41 чел. - Конрат — 42/90 чел. - Кульчук-Джага — 0/10 чел. - Кунан — 1011/10 чел. - Ново-Ивановка — 0/141 чел. - Ойрат — 83/29 чел. | - Сабанчи — 38/70 чел. - Тарпанчи — 34/0 чел. - Темеш-Караба — 0/48 чел. - Ток-Шеих — 18/6 чел. - Чегелек-Аклык — 82/25 чел. - Чегелек — 36/20 чел. - Чокрак — 62/46 чел. - Шамак — 56/11 чел. - Шаршеих — 14/20 чел. - Эк-Токи — 0/181 чел. |

Также числились посёлок Джайлав и 15 хуторов, некоторые из них со временем выросли в сёла:

| - Абузлар - Аккульчук Верхний - Аджи-Чегер Верхний - Атеш - Беляус-Коржа - Беляузская каменоломня - Беляус (Воронцовский) - Джайлав - Елизаветовка | - Карлав - Кипчак 2 хутора - Кишлав - Нижний Аджи-Чегер - Обузлар - Отары - Ястребовка |

Ещё записаны 3 рыбных завода: Ак-Мечеть, Отлеш и Черетай, Тарханкутский маяк, 17 имений, 5 экономий и 6 кордонов пограничной стражи.